# Superior (Wyoming)
Superior es un pueblo ubicado en el condado de Sweetwater en el estado estadounidense de Wyoming. En el año 2010 tenía una población de 336 habitantes y una densidad poblacional de 120 personas por km².

## Geografía
Superior se encuentra ubicado en las coordenadas 41°45′34.92″N 108°57′51.62″O / 41.7597000, -108.9643389. Según la Oficina del Censo, la localidad tiene un área total de 2,8 km² (1,1 mi²), de la cual 2,8 km² (1,1 mi²) es tierra y 0 km² (0 mi²) (0.0%) es agua.

### Localidades adyacentes
El siguiente diagrama muestra a las localidades en un radio de 84 kilómetros (52,2 mi) de Superior.

## Demografía
En el 2000 la renta per cápita promedia del hogar era de $46.250, y el ingreso promedio para una familia era de $50.625. El ingreso per cápita para la localidad era de $17.157. En 2000 los hombres tenían un ingreso per cápita de $56.250 contra $30.833 para las mujeres. Alrededor del 11.70% de la población estaba bajo el umbral de pobreza nacional.